# Pashazije Radbert
Pashazije Radbert (Soissons, Francuska, oko 790. – 26. travnja 860.) bio je francuski benediktinski redovnik i teolog.

## Životopis
Rodio se oko 790. kod Soissonsa. Majka mu je umrla tijekom poroda pa su brigu o njemu preuzele benediktinke Naše Gospe iz Soissonsa. Kad je odrastao predan je na odgoj u benediktinsku opatiju Svetog Petra u istom mjestu. Vrlo mlad postao je klerik.
Redovnički život započeo je u opatiji Corbie, pod vodstvom opata Adalarda, s kojim je putovao i osnivao nove samostane. Nakon povratka vodi samostansku školu. Od godine 845. do 851. bio je opat. Iz poniznosti nije prihvatio svećenički red već je ostao đakon. Sudjelovao je na nekoliko biskupskih sinoda.
Umro je 26.travnja 860. godine. Po vlastitoj želji pokopan je u crkvi Svetog Ivana među siromasima i slugama opatije. Godine 1058. tijelo mu je preneseno u opatijsku crkvu, gdje su mu iskazane počasti kao svecu. Od 1820. godine relikvije se nalaze u župnoj crkvi Svetog Petra u Corbieu.

## Djelo
Predmet Radbertova teološkog rada bile su euharistija i mariologija. Poznat je postao po spisu Rasprava o Tijelu i Krvi Gospodnjoj (De corpore et Sanguine Domini). 
Njegovo tumačenje Psalma 44 utjecalo je na mariologiju i razvoj štovanja Presvete Djevice u srednjem vijeku. U raspravi O porodu Djevice brani Marijino djevičanstvo, te u spisu O Marijinom uznesenju naučava kako je Marijino tijelo uzneseno na nebo. Također je napisao djelo O Marijinom rođenju.
Napisao je i komentar Matejeva Evanđelja u 12 svezaka.

## Vanjske poveznice
Mrežna mjesta
- Sveti Pashazije Radbert  Arhivirana inačica izvorne stranice od 30. travnja 2016. (Wayback Machine), sveci.net